# Letka (ort i Bosnien och Hercegovina)
Letka är en ort i Bosnien och Hercegovina.   Den ligger i entiteten Federationen Bosnien och Hercegovina, i den centrala delen av landet, 90 km väster om huvudstaden Sarajevo. Letka ligger 873 meter över havet och antalet invånare är 560.
Terrängen runt Letka är kuperad åt nordost, men åt sydväst är den platt. Letka ligger nere i en dal.Närmaste större samhälle är Tomislavgrad, 3,9 km sydväst om Letka. 
Trakten runt Letka består till största delen av jordbruksmark. Runt Letka är det ganska tätbefolkat, med 93 invånare per kvadratkilometer.